# Mina Tander
Mina Tander, née le 4 décembre 1978 à Cologne, est une actrice allemande.

## Biographie
Elle est la fille d'un journaliste afghan et sa mère est professeur d'allemand. Son père meurt lorsqu'elle a six ans. Sa sœur Simin est chanteuse et auteur-compositeur du groupe "Simin".
À dix ans, elle veut être danseuse ou actrice. En plus de l'école, elle va au Ballettakademie de Cologne. Elle est découverte lors d'une réunion de troupes de théâtres lycéennes à Münster et intègre l'école de théâtre. À 16 ans, elle joue dans son premier téléfilm puis au cinéma trois ans plus tard. Elle enchaîne les rôles dans les téléfilms et aussi au cinéma.
En 2009, elle est nommée pour la catégorie de la "meilleure actrice" du Preis der deutschen Filmkritik (de) pour son rôle dans Ma belle-famille en Italie.
Pour la bande originale d'Offre-moi ton cœur, elle chante deux chansons de la bande originale : Unsere Liebe blüht im Dunkeln et Marias Lied (en duo avec Peter Lohmeyer).

## Filmographie
- 1996 : Absprung (TV)
- 1999 : City Express (série TV)
- 1999 : Holstein Lovers (TV)
- 1999 : Hinter dem Regenbogen
- 1999 : Unschuldige Biester (TV)
- 2000 : Hat er Arbeit (TV)
- 2000 : Harte Jungs
- 2000 : Tödliche Wildnis – Sie waren jung und mussten sterben (de) (TV)
- 2000 : Schule (de)
- 2001 : Ob sie wollen oder nicht
- 2001 : Girl
- 2001 : Die Wache (de) (épisode Too Much)
- 2001 : Honolulu
- 2002 : Brombeerchen
- 2002 : Brigade du crime (épisode Les Gamines)
- 2002 : Wen küsst die Braut? (TV)
- 2003 : Solo ohne Ende
- 2003 : Geheimnisvolle Freundinnen (TV)
- 2003 : Fremder Freund
- 2004 : SOKO Köln (épisode Das Verhör)
- 2004 : Élite assassine (TV)
- 2004 : Wilsberg (de) (épisode Der Minister und das Mädchen)
- 2004 : Sex und Mehr
- 2005 : Oktoberfest
- 2005 : Hastig werden wir leiser
- 2005 : Kometen
- 2006 : Tatort (épisode Blutschrift)
- 2006 : Schwarze Schafe (de)
- 2006 : Die Nonne und der Kommissar (de) (TV)
- 2006 : Tornade - L'alerte (TV)
- 2007 : Comment séduire un millionnaire (TV)
- 2007 : Der falsche Tod (TV)
- 2007 : Le Dernier Témoin (épisode Totgeschwiegen)
- 2008 : Le Journal de Meg (épisode Rendez-vous sur ordonnance)
- 2008 : Commissaire Brunetti (épisode Une question d'honneur)
- 2008 : Selbstgespräche (de)
- 2008 : Wir sind das Volk – Liebe kennt keine Grenzen (de) (TV)
- 2008 : In jeder Sekunde
- 2009 : Les Frontières du passé (Mörder kennen keine Grenzen)
- 2009 : Nachtschicht (de) – Wir sind die Polizei (de)
- 2009 : Ma belle-famille en Italie
- 2010 : Zeiten ändern dich
- 2010: Alerte Cobra (épisode Une longue absence)
- 2011 : Offre-moi ton cœur
- 2011 : Der Verdacht (de) (TV)
- 2011 : Nina sieht es …!!! (TV)
- 2011 : Männerherzen … und die ganz ganz große Liebe (de)
- 2012 : Du hast es versprochen (de)
- 2012 : Tatort (épisode Ein neues Leben)
- 2013 : V8 - Du willst der Beste sein
- 2013 : Buddy
- 2014 : The Hotel Room (Das Hotelzimmer)
- 2016 - 2017 : Berlin Station: Esther Krug
- 2025 : Cassandra : Samira Prill (série)

## Hommages
- 2017 : Le rappeur Max D. Carter la cite dans son morceau Adulescent : « Je n'pensais qu'à elle ainsi qu'à Tander Mina » en référence à son rôle dans le film Ils ne pensent qu'à ça[1].

## Source de la traduction
- (de) Cet article est partiellement ou en totalité issu de l’article de Wikipédia en allemand intitulé « Mina Tander » (voir la liste des auteurs).